# Rhinolepadichthys geminus
Rhinolepadichthys geminus — вид риб родини присоскоперових (Gobiesocidae). Описаний у 2022 році.

## Назва
Видова назва geminus походить з латинської мови, що означає «двійник» або «подвійний», у зв'язку з двома жовтими смугами під черевцем і близькою морфологічною подібністю нового виду до Rhinolepadichthys lineatus, з яким він раніше був ідентифікований.

## Поширення
Вид поширений у західній частині Тихого океану. Поширений на півдні Японії та в Індонезії. Мешкає на коралових рифах на глибині 8—25 м.

## Опис
Тіло витончене, завдовжки до 2,7 см. Клейовий диск круглий, його довжина 15,0—18,7 % до довжини тіла. Кінчик морди спрямований вгору. Черевце з жовтою смугою по обидва боки від черевної середньої лінії. Спинна і бічні поверхні тіла з жовтими крапками (іноді нечіткими, а бічні крапки можуть бути відсутні), що утворюють від трьох до п'яти поздовжніх рядів і однієї переривчастої лінії відповідно.